# Quadri
Quadri är en ort och kommun i provinsen Chieti i regionen Abruzzo i Italien. Kommunen hade 761 invånare (2018).